# David Maaß

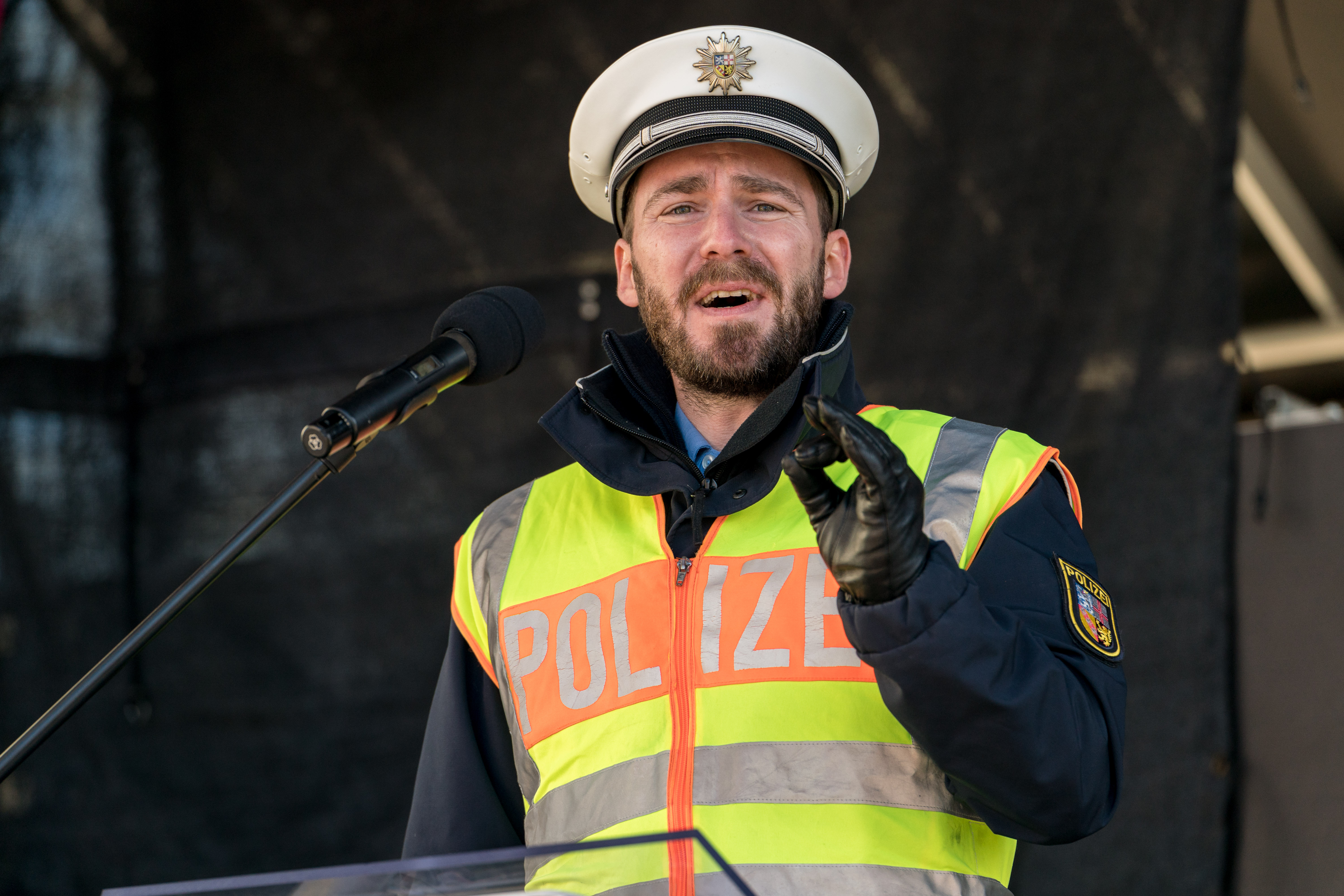
Maaß bei der Tarif-Demo 2021 in Saarbrücken.

David Maaß (* 31. Dezember 1984) ist ein deutscher Politiker der SPD. Seit 2022 ist er Abgeordneter im Landtag des Saarlandes.

## Leben
Maaß legte 2004 sein Abitur am Gymnasium am Stadtgarten in Saarlouis ab und leistete danach Zivildienst im St. Michael-Krankenhaus in Völklingen. Hiernach studierte er an den Universitäten in Saarbrücken und Mainz Rechtswissenschaften mit dem Schwerpunkt Strafrechtspflege/Kriminologie. Nach dem Ersten juristischen Staatsexamen (Diplom-Jurist) schlug er 2010 die Polizeilaufbahn ein. Von 2018 bis 2023 war Maaß saarländischer Landesvorsitzender der Gewerkschaft der Polizei. Den Vorsitz legte er aufgrund seiner Bürgermeisterkandidatur nieder.

## Politik
Maaß ist Gemeindeverbandsvorsitzender der SPD in Schwalbach (Saar). Bei der Landtagswahl im Saarland 2022 zog er über die Landesliste seiner Partei in den Landtag des Saarlandes ein. Er ist sportpolitischer Sprecher und Sprecher für die Bekämpfung des Rechtsextremismus. Am 5. Juni 2023 wurde er von der SPD als Kandidat für die Bürgermeisterwahl in Schwalbach nominiert. Er unterlag in der Stichwahl mit 42,7 % der abgegebenen Stimmen dem parteilosen und von der CDU unterstützten Markus Weber, auf den 57,3 % entfielen.